# 白狼崛起
《白狼崛起》(Ostatnie życzenie) 是波兰奇幻作家安杰伊·萨普科夫斯基的《猎魔人》系列中第一部短篇小说集。该小说集于1993年由 SuperNowa 出版。虽然1992年出版的《命运之剑》比它早，但出版社认为《白狼崛起》是系列第一部作品，而《命运之剑》是第二部作品。该小说集包含七个短篇故事。

## 情节

### 理性之声
在“逐恶而来”的事件中受伤后，利维亚的杰洛特到达位于艾尔兰德的一座神庙中休养并接受女祭司南尼克的治疗。在此期间，他不断回忆最近经历的事件，每段回忆都构成一个短篇故事。

### 逐恶而来
在泰莫利亚王国的首都维吉玛，杰洛特帮助国王弗尔泰斯特解除一只吸血妖鸟受到的诅咒。吸血妖鸟是国王和她的妹妹生的女儿，所以国王希望杰洛特尽量不要杀死她。在一个月圆之夜，杰洛特来到吸血妖鸟所在的旧宫殿。一番大战后，他成功解除了诅咒，使吸血妖鸟变回了人形，但也受了伤。

### 真爱如血
在一座庄园里，杰洛特帮助一名受诅咒变成怪物的年轻人纳威伦解除诅咒。纳威伦听说过漂亮女孩把青蛙变成王子的故事，曾经找过几名商人的女儿，但是没有效果。杰洛特说童话里总有点滴的真实存在，爱和鲜血蕴藏着强大的力量，但必须是真爱。

### 勿以恶小
在布拉维坎，一名法师斯崔葛布向杰洛特寻求保护。他的仇人伦芙芮想要杀死他。伦芙芮曾经是公主，现在则沦为强盗。

### 世界尽头
在曾经的精灵国度多尔·布雷坦纳（百花之谷）附近，杰洛特和吟游诗人丹德里恩接到村民的委托，去赶跑一个经常偷东西、打坏东西、给村民添乱的“磨鬼儿”。在大麻田里见到“磨鬼儿”并和他交战之后，他们发现“磨鬼儿”其实是一个名叫托克的森林神。托克在暗地里为精灵服务，帮助他们偷取人类的种子、树苗和农耕知识。杰洛特和丹德里恩随后被精灵们抓住，精灵的国王菲拉凡德芮本想杀死他们，但在托克的极力劝阻下改变了主意，把他们放走了。

### 价码问题
辛特拉王国的卡兰瑟女王在她的女儿帕薇塔公主的订婚晚宴上寻求杰洛特的帮助。帕薇塔的意中人是个叫多尼的年轻人，他因为被诅咒，外表像个刺猬。女王一开始不同意这门婚事，还想杀死多尼，但之后改变了注意，多尼的诅咒也解除了。为了感谢杰洛特的帮助，多尼想要给杰洛特奖励，杰洛特按照“意外律”索要了报酬——帕薇塔还未出生的的女儿希里。

### 三个愿望[註 2]
在瑞达尼亚王国的城市林德附近，杰洛特和丹德里恩在河边钓鱼时得到了一个瓶子，并放出了瓶中的灯神。丹德里恩以为自己是灯神的主人，就许了两个愿望，但灯神不仅没满足愿望，还弄伤了他的喉咙，使他不能说话。为了给丹德里恩治病，杰洛特赶往林德并向女术士叶奈法寻求帮助。叶奈法治疗丹德里恩后，用法阵试图困住灯神。灯神想要逃脱，和女术士展开对抗，情况十分危急。此时杰洛特发现他才是灯神的主人，并已经用掉了两个愿望。为了救叶奈法，他许下第三个愿望，希望自己和叶奈法的命运永远绑在一起。灯神满足了最后的愿望后消失了。

## 改编
电视剧《猎魔人》第一季前五集和第二季第一集的剧情以书中故事为基础。
初代巫师游戏的开头动画改编自“逐恶而来”。
游戏巫师3：狂猎中的一首歌曲《The Wolven Storm》的主题是杰洛特和叶奈法的感情。另外游戏中有一本叫“最后的愿望”的书和一个名为“最后的愿望”的支线任务，两者都和“三个愿望”紧密相关。

## 脚注
1. ↑   某人已有但还不知道的东西
2. ↑   原著中，这个故事的名字和书名相同，都是Ostatnie życzenie（意为最后的愿望）
3. ↑  其中的歌词“故事的最初  心愿的低诉”中的心愿指“三个愿望”中杰洛特的最后一个愿望。